# Christian Friedrich Glumann

Christian Friedrich Glumann

Christian Friedrich Glumann (* 6. Juli 1788 in Annaberg; † 15. März 1868 in Scheibe bei Wolkenstein) war ein deutscher Kaufmann und Politiker.
Glumann wurde erstmals 1823 zum Ratsherrn seiner erzgebirgischen Heimatstadt Annaberg gewählt. 1830 ist er als Stadtrichter erwähnt. Mit Einführung der Sächsischen Städteordnung von 1832 wurde er zum Stadtrat gewählt, von 1836 bis 1843 amtierte er als Bürgermeister. 1849/50 vertrat Glumann den 54., 55. und 56. Wahlbezirk in der I. Kammer des Sächsischen Landtags, 1851 bis 1854 war er stellvertretender Abgeordneter der Rittergutsbesitzer in II. Landtagskammer. Er starb 1868 auf seinem Gut Scheibe bei Wolkenstein.